# Mannu-ki-Aszur-le’i
Mannu-ki-Aszur-le’i (akad. Mannu-kī-Aššur-lē'i, tłum. „Któż jest równie potężny jak Aszur?”) – wysoki dostojnik asyryjski, gubernator prowincji Tille za panowania króla Sargona II (722-705 p.n.e.); w 709 r. p.n.e. pełnił urząd limmu (eponima). Za jego eponimatu – zgodnie z asyryjską kroniką eponimów – Sargon II w trakcie święta akitu w Babilonie ujął ręce posągu boga Marduka.